# Terje Pedersen

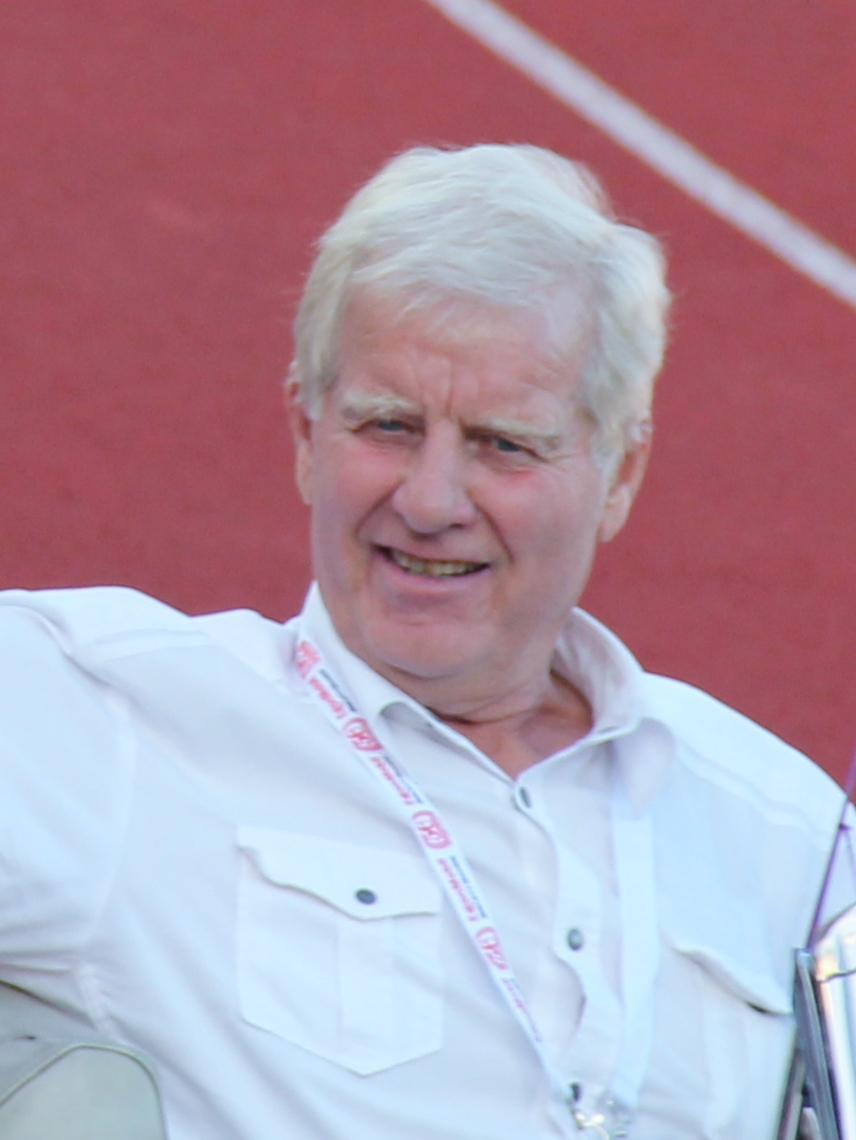
Terje Pedersen 2015

Terje Pedersen (* 9. Februar 1943 in Oslo) ist ein ehemaliger norwegischer Leichtathlet, der Anfang der 1960er Jahre als Speerwerfer in Erscheinung trat. Er warf zwei Weltrekorde und übertraf 1964 als erster die 90-Meter-Marke.
Weltrekorde:
- 1. Juli 1964 in Oslo: 87,12 m, erzielt im 5. Versuch
- 2. September 1964 in Oslo: 91,72 m, erzielt beim Länderkampf Norwegen – Tschechoslowakei nach zwei ungültigen Versuchen und einem Sicherheitswurf von 78 m. Dieser Weltrekord hatte vier Jahre lang Bestand.

Er wurde viermal norwegischer Meister:
| Jahr      | 1960  | 1962  | 1963  | 1964  |
| Weite (m) | 74,18 | 74,09 | 76,45 | 78,95 |

Terje Pedersen nahm an zwei Olympischen Spielen teil, war jedoch vom Pech verfolgt. 1960 in Rom qualifizierte sich der 17-Jährige mit einem Wurf von 74,77 m zwar für den Vorkampf, musste dann jedoch verletzt aufgeben. Vier Jahre später, 1964 in Tokio, überstand der Weltrekordler mit für ihn indiskutablen 72,10 m nicht einmal die Qualifikation. Nach dieser Enttäuschung beendete er seine sportliche Laufbahn.
1964 gewann er die Wahl zu Norwegens Sportler des Jahres sowie die Morgenbladet-Goldmedaille.
Terje Pedersen ist von Beruf Zahnarzt. Er ist 1,92 m groß und hatte ein Wettkampfgewicht von 93 kg.